# Acrocera orbicula
Acrocera orbicula – gatunek muchówki z podrzędu krótkoczułkich i rodziny opękowatych.
Gatunek ten opisany został w 1787 roku przez Johana Christiana Fabriciusa jako Syrphus orbiculus.
Muchówka o ciele długości od 3 do 4 mm. Jej mała głowa zaopatrzona jest w trójczłonowe czułki o cienkim biczyku i krótki aparat gębowy. Użyłkowanie skrzydła odznacza się brakiem żyłki radialnej R2+3. Odnóża ubarwione są żółto z czarnymi ostatnimi członami stóp. Odwłok jest żółto-czarny.
Owad znany z prawie całej Europy, w tym z Polski. Ponadto podawany z Bliskiego Wschodu, części wschodniej Palearktyki, Afryki Północnej i krainy nearktycznej. Owady dorosłe są aktywne od czerwca do sierpnia.